# 1309
1309 (MCCCIX) fue un año común comenzado en miércoles del calendario juliano.

## Acontecimientos
- Los Caballeros de San Juan de Jerusalén se establecen en Rodas.
- Los reyes de Aragón y Marruecos pactan una alianza militar contra el rey del Reino nazarí de Granada mediante el tratado de Barcelona.
- Las tropas del rey Jaime II de Aragón sitian la ciudad de Almería, aunque se ven obligadas a levantar el asedio, sin haber conquistado la ciudad, en enero de 1310.
- Sitio de Gibraltar de 1309. Las tropas de Fernando IV el Emplazado, rey de Castilla y León, se apoderan de la ciudad de Gibraltar, que capituló el día 12 de septiembre de 1309.
- Sitio de Algeciras de 1309. Las tropas de Fernando IV el Emplazado, rey de Castilla y León, asedian la ciudad de Algeciras, aunque se ven obligadas a levantar el asedio, sin haber conquistado la plaza, en enero de 1310.

## Fallecimientos
- Alonso Pérez de Guzmán, señor de Sanlúcar de Barrameda y célebre defensor de la ciudad de Tarifa